# Psicologia esistenziale
La psicologia esistenziale (o antropologia esistenziale) è un'analisi filosofica dell'"esistenza", che emerge dalle pagine di "Essere e tempo", opera di Martin Heidegger del 1927, che ne costituisce il punto di partenza per l'elaborazione.
Quest'opera, infatti, pone in rilievo la struttura fondamentale dell'esistenza come essere-nel-mondo (Dasein), inaugurando una nuova concezione antropologica (in sostituzione della concezione cartesiana, dove una soggettività pura si rapporta a puri oggetti), in cui l'uomo è visto come creatore di un mondo personale di valori e di significati.
L'Antropologia esistenziale, tipicamente europea, nel dopoguerra si è alleata con la nuova Psicologia umanistica, americana, cosicché la maggior parte degli autori in questo campo parla di psicologia esistenziale-umanistica. Questo movimento venne anche definito "la Terza Forza" della psicologia, quella corrente teorica, cioè, che comprende tutti quegli indirizzi che si pongono in alternativa alla psicoanalisi classica e al comportamentismo.

## L'esistenza come potenzialità
"L'essenza (essentia) di questo ente [cioè l'uomo], per quanto in generale si può parlare di essa, dev'essere intesa a partire dal suo essere (esistentia)". Questo "primato dell'existentia sull'essentia", sostenuto da Heidegger, costituisce l'assioma fondamentale dell'esistenzialismo uno degli indirizzi più fecondi del pensiero contemporaneo.
Ecco la caratteristica centrale dell'esistenza: l'uomo è poter essere, il suo essere è la sua possibilità, inserito in ogni momento nel processo del divenire. Non si potrà quindi più parlare di 'natura' dell'uomo, nel senso dell'insieme dei caratteri costitutivi che,  in quanto uomo, possiede. Dire infatti che la natura dell'uomo è 'poter essere' equivale a dire che la sua natura è di non avere una natura, o un'essenza. L'uomo non è qualcosa di 'dato', perché, anzi, quello che ha di specifico e lo distingue dalle cose (semplici presenze) è proprio il fatto di apportarsi a delle possibilità. Quindi, l'uomo 'esiste'  nel senso di 'ex-sistere', star fuori, oltrepassare incessantemente la realtà in direzione della possibilità. In altre parole, l'uomo è colui che trascende se stesso in un progetto che tratteggia un mondo di significati.

## La singolarità dell'esistenza
In questa prospettiva, l'Antropologia esistenziale segna il recupero della filosofia all'interno della ricerca e della pratica psicologica: "l'esclusione della filosofia - dice Karl Jaspers - è funesta per la psichiatria perché per colui che non è chiaramente consapevole di una filosofia, questa s'introduce senza che lui se ne accorga nel suo pensiero e nel suo linguaggio scientifico, e lo rende poco chiaro sia scientificamente che filosoficamente". Pertanto, anche se conosce molti rivoli al proprio interno (i quali si rifanno tutti, in un modo o in altro, alla filosofia heideggeriana), l'antropologia esistenziale è unificata dall'accento posto sulla singolarità dell'essere-nel-mondo tipica dell'"esistenza", contro ogni tentativo di ridurre il singolare all'interno dell'universale.

## Il Dasein
Gli antropologi esistenzialisti affermano che l'esperienza del Dasein (consapevolezza di essere), non può essere intesa come la soluzione del problema del paziente, però è una condizione preliminare necessaria e indispensabile.
Il terapeuta sperimenta il Dasein nell'incontro con il paziente (un'esistenza che comunica con un'altra), atto che può suscitare angoscia o gioia persino nel terapeuta stesso; ma l'angoscia come anche la colpa, secondo la psicologia esistenziale è una caratteristica ontologica dell'uomo, che si pone al centro dell'esistenza, è qualcosa che l'uomo "è", quindi diversamente dalla paura, non può essere oggettivata; è proprio a questo proposito che Ludwig Binswanger, uno dei principali esponenti del movimento affermò che gli psichiatri avevano fino a quel momento prestato fin troppa attenzione alle deviazioni dei pazienti rispetto alla norma, invece di prestare l'attenzione al mondo privato del paziente.
Binswanger aggiunge: "“Con la dottrina heideggeriana dell’essere-nel-mondo (In-der-Welt-Sein) come trascendenza è stato eliminato il cancro che minava alla base tutte le precedenti psicologie e si è finalmente aperta la strada all’antropologia. Il cancro è rappresentato dalla dottrina della scissione del “mondo” in soggetto e oggetto”.
L'Antropologia esistenziale distingue tre "aspetti del mondo", che caratterizzano l'esistenza: il primo è il "mondo circostante", ovverosia l'ambiente comprendente le pulsioni, gli istinti, le leggi naturali; il secondo è il "mondo con", cioè quello dei rapporti interpersonali, degli incontri; il terzo è quello del "mondo proprio", dell'autocoscienza.
Il concetto di tempo è fondamentale nell'antropologia esistenziale: tramite il "Dasein", il passato può essere riportato nel presente, ma soprattutto, quest'ultimo è proiettato nel futuro, come disse Heidegger (Essere e tempo): il "Dasein" è "correre avanti col pensiero verso la morte".
Un altro elemento caratterizzante la terapia esistenziale, è il diniego di considerare il concetto di guarigione unicamente come adattamento, questo per scongiurare che il paziente possa superare i suoi conflitti solo per aderire totalmente alla "civiltà". La terapia invece prevede di aiutare il paziente sperimentando la propria esistenza esclusiva.
Infine risulta fondamentale la capacità del paziente di assumere decisioni e impegni, di orientarsi responsabilmente.

## L'antropoanalisi
L'antropoanalisi, come dottrina e come prassi terapeutica, si può a buon diritto far rientrare nell'ambito della cosiddetta psicologia umanistica, ovvero quell'ambito della psicologia che - diversamente ad es. dalla scuola comportamentista - tende ad esaltare la specificità dell'uomo e il suo primato ontologico quale unico ente capace di svolgere una riflessione esplicita su sé stesso. In particolare, la filosofia di Heidegger riconosce nell'uomo, come dasein, ovvero esser-ci, l'ente che sperimenta in modo privilegiato la relazione con l'essere, vissuta attraverso le tre dimensioni della temporalità.
Binswanger, da un punto di vista più antropologico che filosofico, sviluppa questa riflessione sulla tridimensionalità del tempo vissuto dell'uomo, mostrando in particolare come è proprio l'alterata relazione con la temporalità la causa dell'impossibilità, per un individuo, di esperire in modo autentico la propria vita. In questo senso la patologia insorge, secondo l'analisi esistenziale, come esplicitazione di un'anomalia nel tempo vissuto dell'individuo; il soggetto malato, in altre parole, non è più in grado di rappresentarsi le tre dimensioni della temporalità in modo da distinguerle correttamente l'una dall'altra, ma piuttosto le sovrappone, proiettando ad es. nel futuro le esperienze del passato, o viceversa.
Nella prassi dell'antropoanalisi, fondamentale e carismatica risulta essere la figura del terapeuta, il quale deve svolgere il ruolo di facilitatore più che un ruolo tecnico vero e proprio. Viene così ad essere privilegiato il momento presente del rapporto terapeutico, rispetto alla ricerca delle radici profonde e inconsce delle patologie dell'individuo. 
In Italia la riflessione filosofica proposta dall'antropoanalisi è stata divulgata e proseguita, fra gli altri, dal filosofo e critico d'arte triestino Gillo Dorfles.

## Indicazioni terapeutiche nell'approccio esistenziale
Tra gli esponenti di spicco del movimento sono da annoverare Ludwig Binswanger, Medard Boss, Rollo May, Viktor Frankl (che tuttavia non si rifà ad Heidegger ma a Max Scheler) e Ronald David Laing, ed in ambito italiano Roberto Assagioli, i quali, pur con accenti diversi, condividono i seguenti princìpi:
- la ricomposizione della scissione "cartesiana" tra soggetto e oggetto, mente e corpo, individuo e società, inquadrando l'essere umano in una visione integrale, olistica
- una forma di conoscenza in cui la persona è fortemente coinvolta, partecipe, conosce con tutta se stessa, con la mente, con il cuore e con le viscere
- una forma di denuncia, che esprime il disagio e il rifiuto di un modello di esistenza inautentica e priva di significato. È quindi, inevitabilmente, critica sociale (tuttavia, non da un punto di vista ideologico, ma esistenziale), e reclama un nuovo stile di vita, più creativo, dove l'uomo non è ridotto ad un semplice ingranaggio del sistema, sotto il controllo della ragione tecnica
- un appello alla responsabilità, ad un impegno creativo per la realizzazione del proprio progetto esistenziale. La responsabilità agisce a partire dal significato, dal senso che la persona scopre nella situazione attuale della sua vita
- un particolare concetto di salute, che non può essere identificata con la semplice mancanza di sofferenza, o con il semplice adattamento all'ambiente. La salute, nella prospettiva esistenziale, viene definita come «autenticità», cioè la piena consapevolezza della condizione umana, di contro ad ogni tipo di esistenza 'alienata', tale cioè da negare certi aspetti fondamentali della vita (existentialia, nel linguaggio filosofico esistenzialista), come la sofferenza, il fallimento, la mancanza di senso e, soprattutto, la morte.

## Altri Protagonisti
- Psicologia Umanistica-Esistenziale di Luigi De Marchi